# 茨城県道248号八溝山公園線
茨城県道248号八溝山公園線（いばらきけんどう248ごう やみぞさんこうえんせん）は、茨城県久慈郡大子町内の一般県道である。

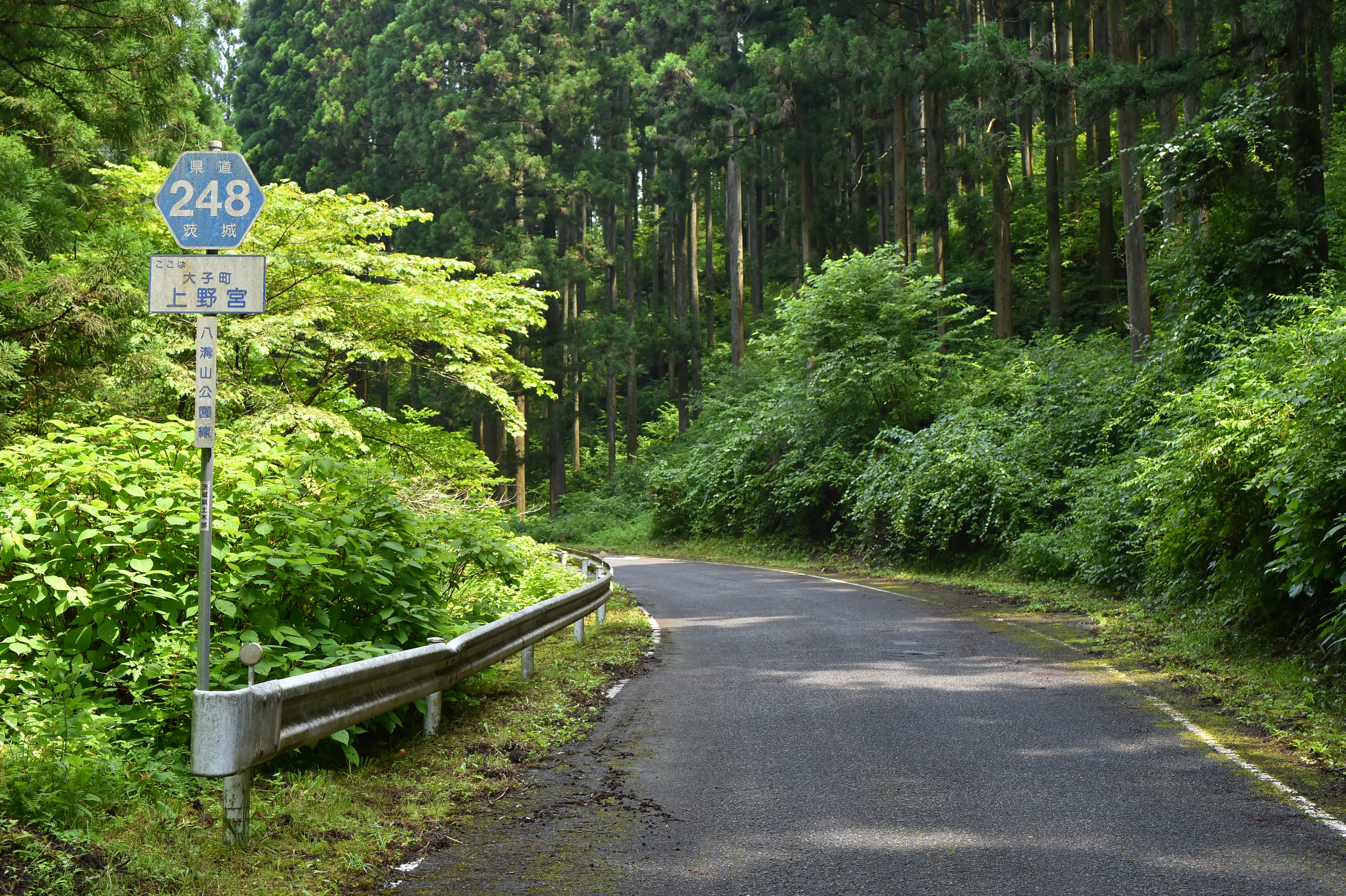
茨城県道248号八溝山公園線・大子町上野宮（2024年7月）

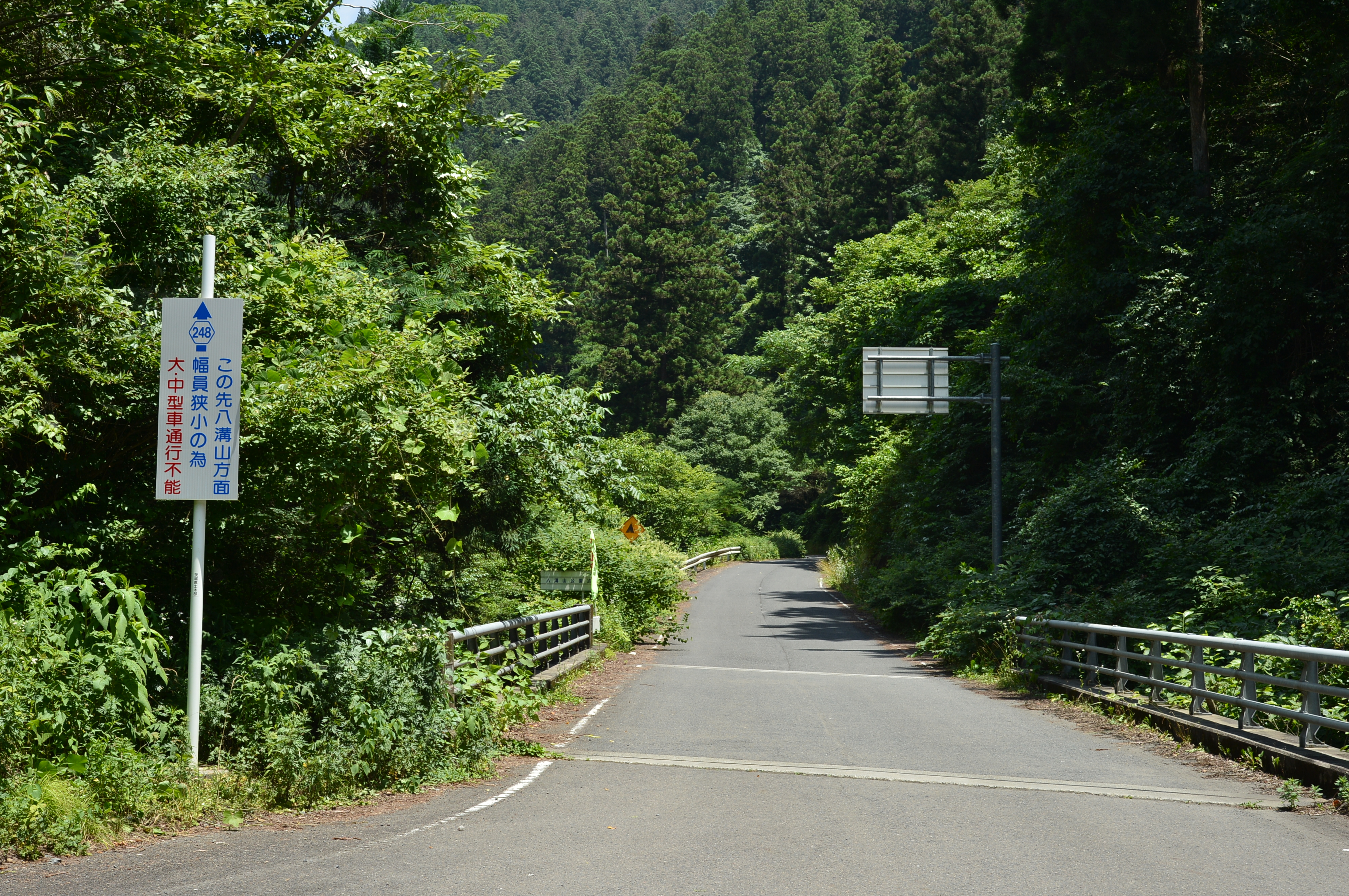
茨城県道28号大子那須線と交差する起点付近にて、八溝山頂方面に向けて撮影。この先の幅員狭小のため、「大・中型車通行不能」の標識が建つ。（2018年7月）

## 概要
茨城県の最高峰である八溝山の観光道路として、主要地方道大子那須線より分岐し、茨城県側の南斜面を八溝山頂に向かって登坂する延長約7.5キロメートル (km) の茨城県道の路線。近隣の一般道や福島県道377号八溝山線と共に、自動車で八溝山頂まで登山可能な道路の一つになっている。また、八溝林道とともに奥久慈里山ヒルクライムルートの一部になっている。

### 路線データ
- 起点：茨城県久慈郡大子町大字上野宮字八溝1532-6番地（茨城県道28号大子那須線交点）[2]
- 終点：茨城県久慈郡大子町大字上野宮字枕石2146-2番地（八溝山頂上付近）[2]
- 総延長：7.585 km[3]
- 重用延長：なし[3]
- 未供用延長：なし[3]
- 実延長：7.585 km[3]
- 自動車交通不能区間延長[注釈 1]：なし[3]

## 歴史

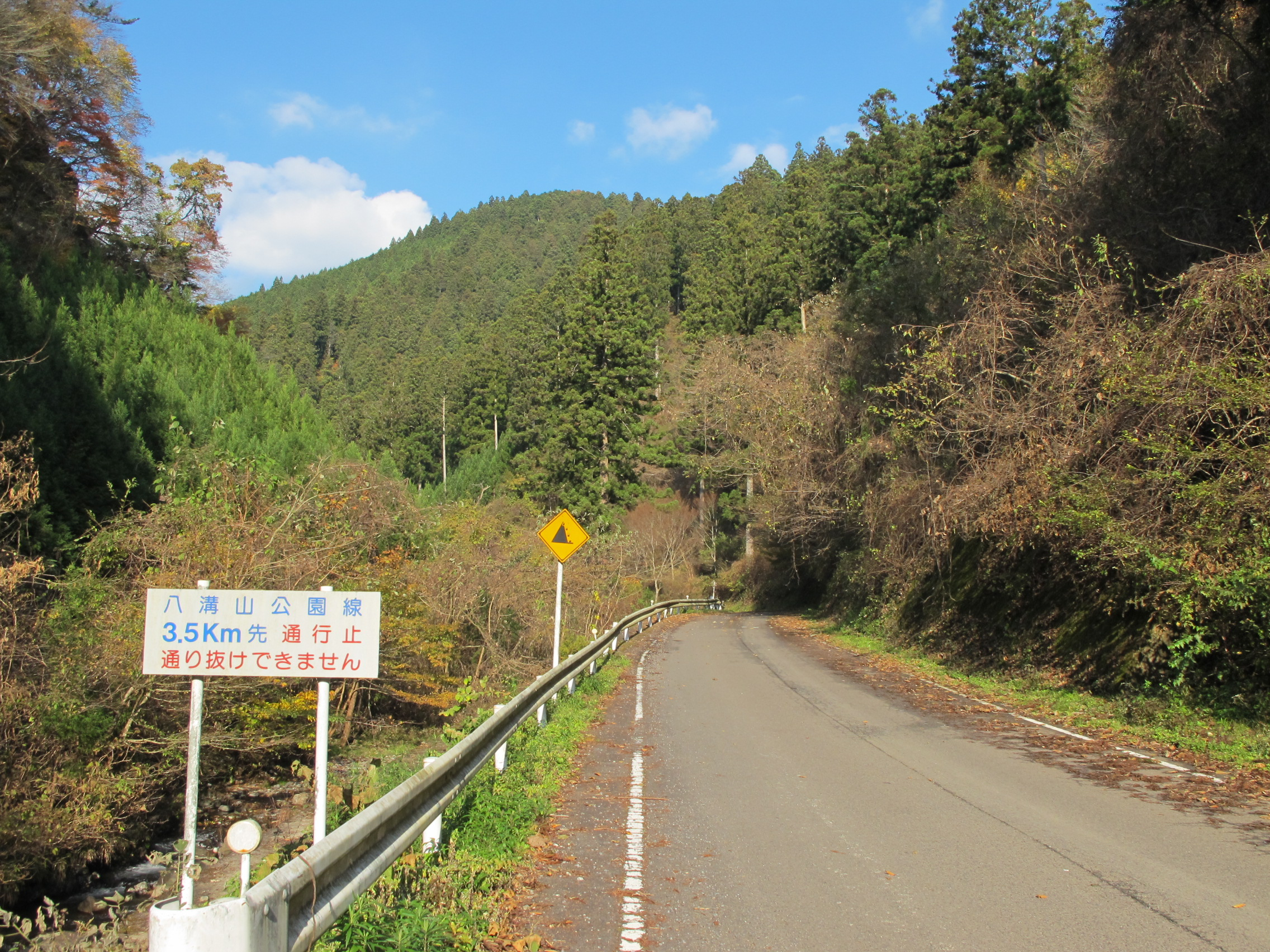
全線開通前の2013年当時の道路状況。山麓側から3.5 kmのところで通行止め。（大子町上野宮）

本路線は、1989年（平成元年）2月16日に腐沢林道が昇格して、起点を久慈郡大子町大字上野宮、終点を同町大字上野宮とする新たな一般県道として路線認定される。路線認定と同時に道路は供用されたが、この当時の道路状況は林道がそのまま県道へ昇格されたこともあり、最小幅員3.0 mの狭い悪路であったことがうかがえる。この年以降、道路改良事業が進められ平成13年度までに起点側の区間（延長3.48 km）と終点側の区間（延長2.22 km）を先行して部分供用され、中間の通行不能区間は急峻な地形から道路整備は遅れ、永らく通行止めが続いてきた。地道な道路整備工事は続けられ、2014年（平成26年）2月にようやく通行不能区間の道路を供用開始した。しかし、当日は2月初旬に降った記録的な大雪による積雪と倒木の影響により通行止めが余儀なくされており、遅れること翌月の3月20日に全線が開通している。

### 年表
- 1989年（平成元年）2月16日
  - 腐沢林道が昇格し、現在の路線が路線認定（整理番号419）[6]。
  - 道路区域は、久慈郡大子町大字上野宮字八溝 - 同町大字上野宮字枕石（7.61 km）に決定し、道路を供用開始[2]。
- 1995年（平成7年）3月30日：整理番号419から現在の番号（整理番号248）に変更される[7]。
- 2003年（平成15年）2月27日：久慈郡大子町大字上野宮字八溝、大字上野宮字沼の沢までの狭隘な現道の一部区間が道路改良され供用開始[8]。
- 2014年（平成26年）2月13日：久慈郡大子町大字上野宮字八溝の未通区間（1.095 km）が供用開始[5]されたことに伴い、本路線が全線開通する。

## 地理
本路線は、八溝山の腐沢沿いに登坂し、中腹で谷間から稜線へと急峻な地形を辿る。沿線には山頂の八溝嶺神社の他、山頂付近の中腹には坂東三十三観音霊場の第二十一番札所の日輪寺がある。

### 通過する自治体
- 久慈郡大子町

### 交差する道路
- 主要地方道大子那須線（久慈郡大子町大字上野宮字八溝・起点）

### 沿線
- 八溝山（茨城県・福島県境）
- 八溝山湧水群
- 日輪寺（大子町上野宮）